# فرودگاه تیکه هاو
فرودگاه تیکه هاو (به انگلیسی: Tikehau Airport) (به زبان بومی: Aéroport de Tikehau) یک فرودگاه همگانی با کد یاتا TIH است . این فرودگاه در کشور پلی‌نزی فرانسه قرار دارد و در ارتفاع ۲ متری از سطح دریا واقع شده‌است.